# Успенська церква (Великі Будища)
Успенська церква — зруйнована церква на честь Успіння Пресвятої Богородиці у селі Великі Будища, нині Диканського району Полтавської області України.

## Історія існування
Час будівництва першої, дерев’яної, церкви Успіння Пресвятої Богородиці у сотенному містечку Великі Будиша Полтавського полку (тепер село. Диканського району) невідомий. Виходячи з того, що храм знаходився у центральній частині сотенної Великобудиської фортеці, мав дзвін, якому було уже понад двісті років, можна висловити припущення про існування церкви у серед. 17 ст.
Достовірно вона існувала станом на 1705: до 1874 у церкві зберігалася чудотворна ікона Матері Божої Великобудищанської, яка 1705 була поновлена.
У 1874 через зменшення церковної парафії Полтавська духовна консисторія ухвалила рішення про перенесення Успенської церкви з Великих Будищ до с. Федорівка Зіньківського повіту (тепер Зіньківського району), однак жителі містечкака підняли клопотання про передачу церковних чудотворної ікони та старовинного дзвону вагою 102 пуди (1 т 1632 кг) до Миколаївського храму. Зважаючи на прохання, консисторія вирішила питання позитивно, а натомість до Успенської церкви з Миколаївської передано значно менший за розміром дзвін. Сама ж Успенська церква після перенесення до с. Федорівка 08.05.1892 згоріла.
Серед місцевого населення Успенська ццерква носила також другу назву – Іоанно-Богословська (на честь придільного вівтаря).

## Опис
Спершу церква була дерев’яна, п’ятибанна. У 1765 вона стала тривівтарною – на честь Успіння Пресвятої Богородиці, Іоанна Богослова, Воскресіння Христового. Дослідники 19 ст. відзначали, що Успенська церква «была богаче всех Велико-Будищанских церквей своею догорою утварью». Серед церковного начиння зберігалося також напрестольне євангеліє видання 1636 року.

### Світлини

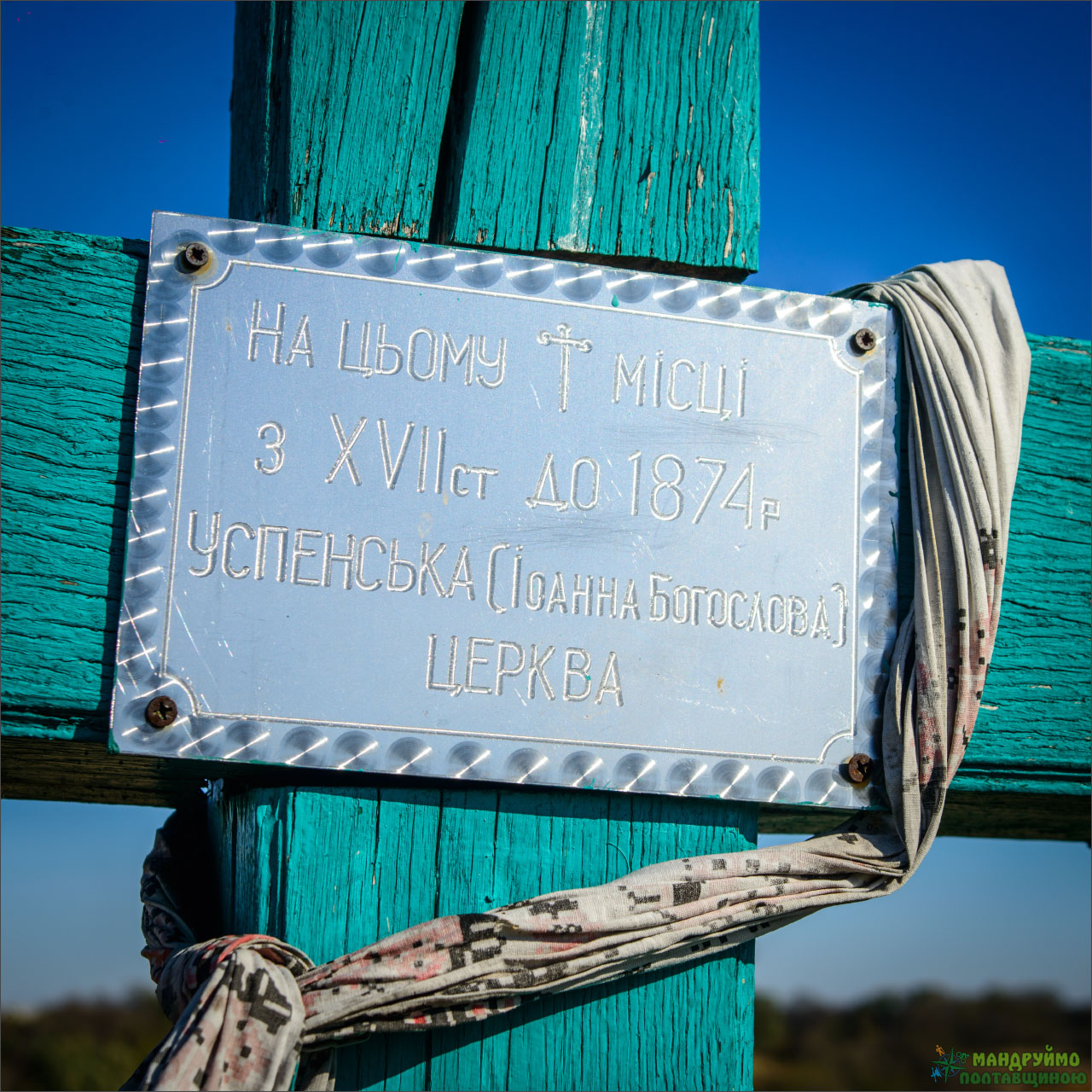
Пам'ятний хрест на місці Успенської церкви
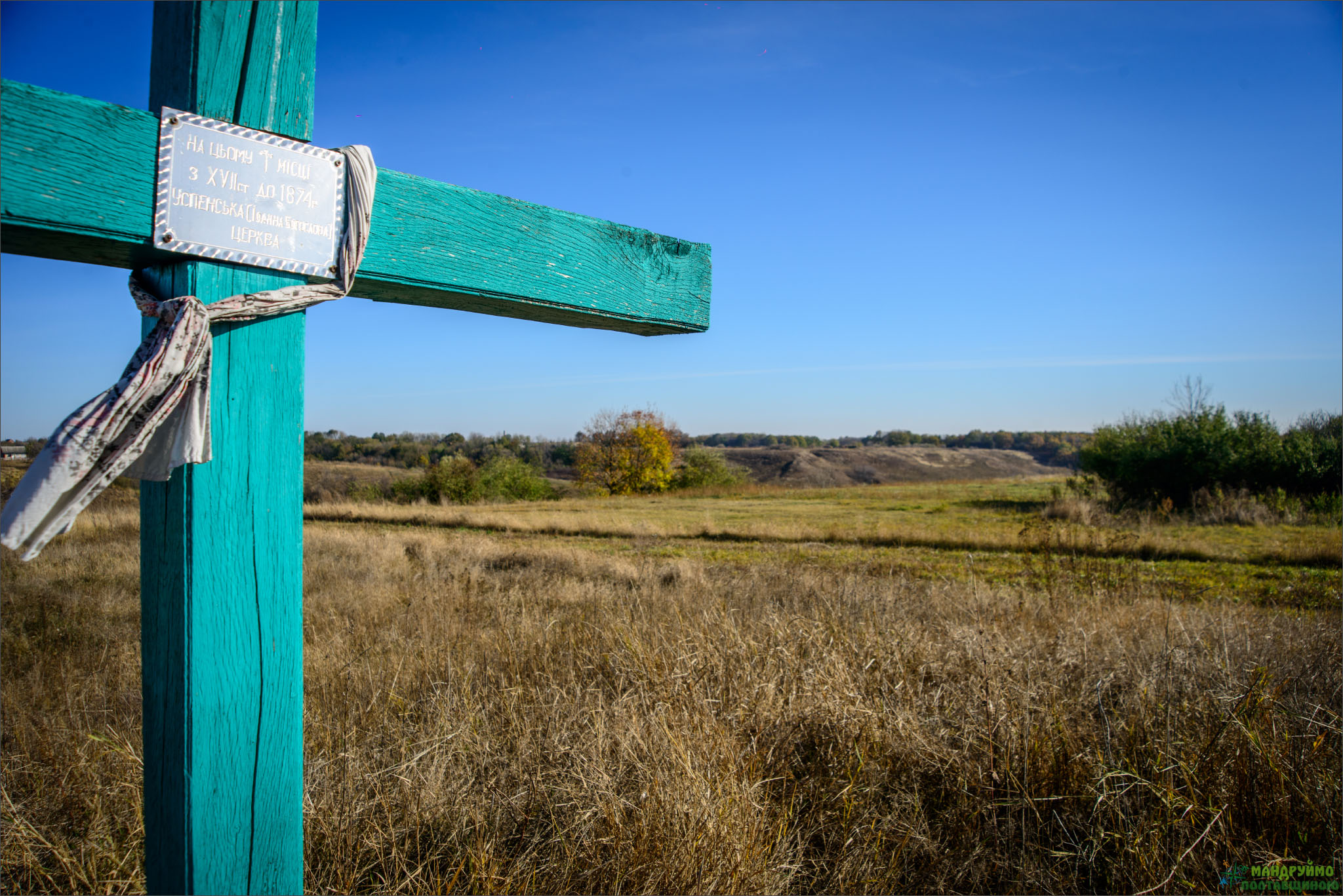
Пам'ятний хрест на місці Успенської церкви
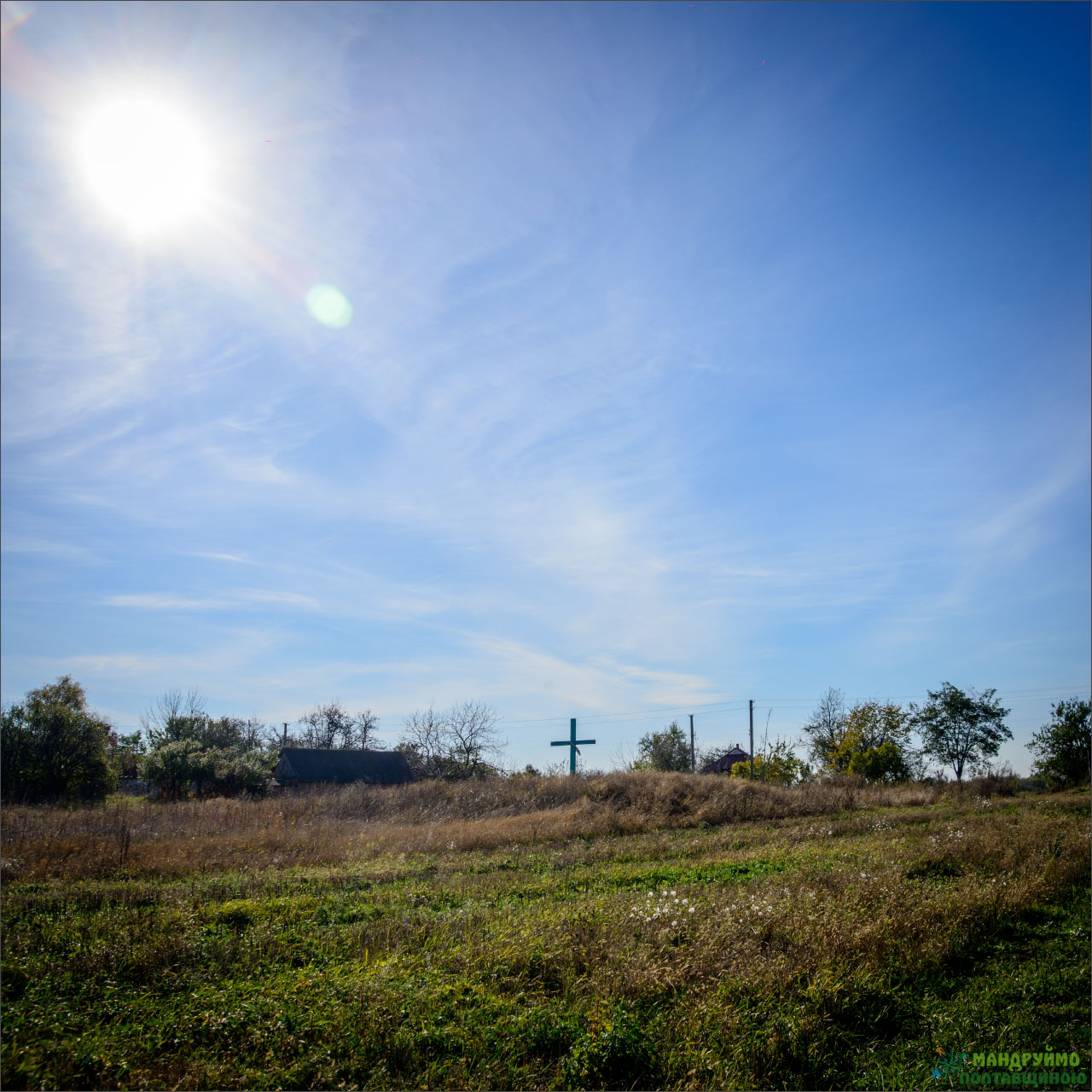
Пам'ятний хрест на місці Успенської церкви
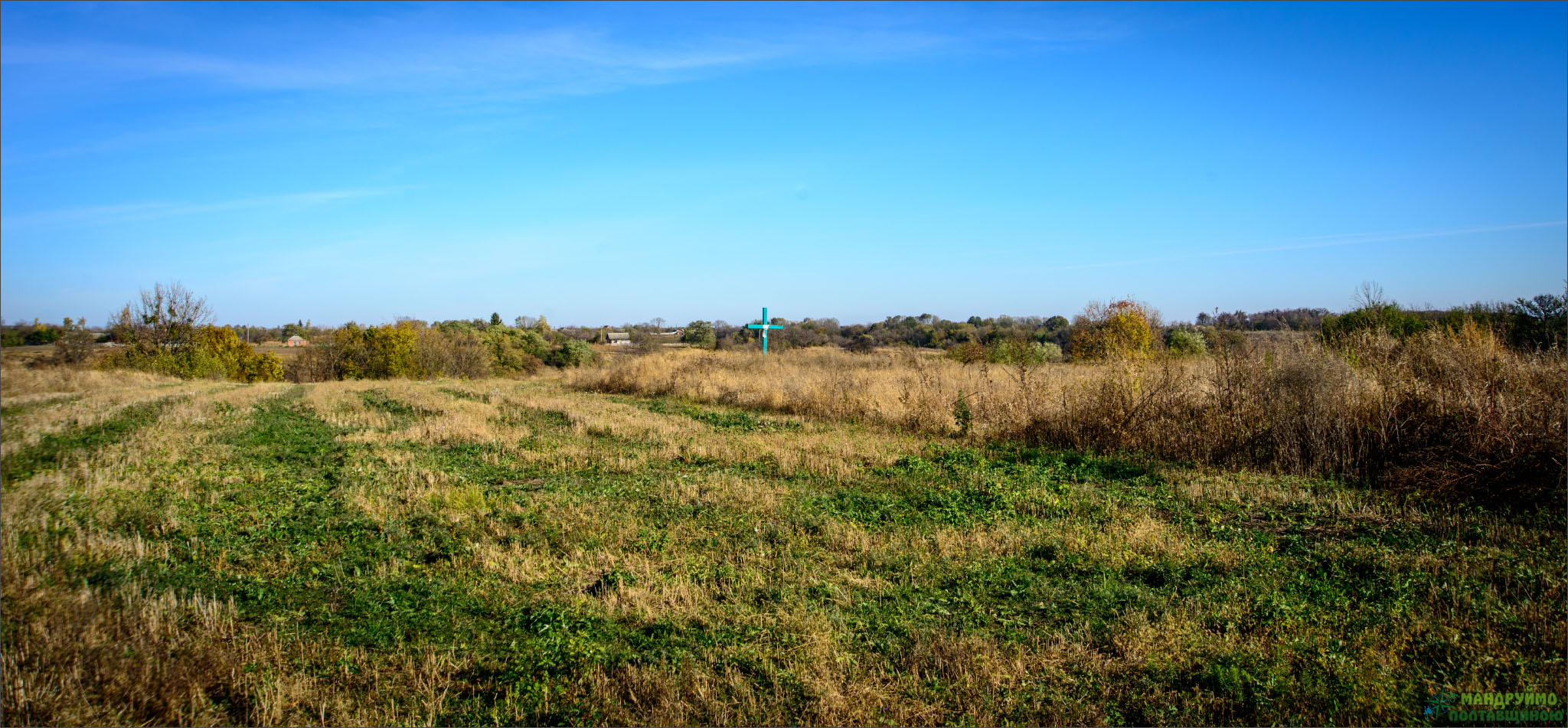
Пам'ятний хрест на місці Успенської церкви